# Cristóbal Márquez
Cristóbal Márquez Crespo (Madrid, 21 de abril de 1984), más conocido como Cristóbal, es un futbolista español que jugaba como mediocampista en el Club de Fútbol Fuenlabrada de la Segunda División de España hasta junio de 2024 cuando finalizó su contrato. Actualmente se encuentra sin equipo.

## Trayectoria
Cristóbal empezó su carrera profesional en el CD Leganés B. Este centrocampista ha militado en el Leganés B, Conquense, Levante B, Villarreal B, Villarreal y Elche. Ha ocupado las posiciones en banda de extremo, en el centro del campo o incluso como segundo delantero. Llegó a disputar partidos de 1.ª División y de Europa League.
Tras no disfrutar de oportunidades en el primer equipo del Villarreal, en el mercado de invierno de 2011 fue cedido al Elche C. F.  de 2.ª División, donde disputó el playoff de ascenso a 1.ª división, cayendo en la final ante el Granada Club de Fútbol.
En el verano de 2011 fue traspasado por el Villarreal al FK Karpaty Lviv de Ucrania. En el mercado de invierno el FK Karpaty Lviv lo cedió de nuevo al Elche CF, mientras que el 30 de junio de 2012 volvió tras su cesión al FK Karpaty Lviv. En 2013 firmó con el Auckland City neozelandés.
Tras pasar por el Mitra Kukar indonesio y el Olympiakos Volos griego, volvió a España en el verano de 2015 para enrolarse en el CD Toledo, militando en el club castellano en Segunda División B de España.

## Clubes
| Club                        | País          | Año         |
| --------------------------- | ------------- | ----------- |
| CD Leganés B                | España        | 2004 - 2005 |
| UB Conquense                | España        | 2005 - 2006 |
| Levante UD B                | España        | 2006 - 2008 |
| Villarreal B                | España        | 2008 - 2010 |
| Villarreal                  | España        | 2010 - 2011 |
| Elche C. F.                 | España        | 2011        |
| FK Karpaty Lviv             | Ucrania       | 2011        |
| Elche C. F. (Cedido)        | España        | 2012        |
| FK Karpaty Lviv             | Ucrania       | 2012 - 2013 |
| Auckland City Football Club | Nueva Zelanda | 2013        |
| Olympiakos Volou            | Grecia        | 2014 - 2015 |
| Mitra Kukar                 | Indonesia     | 2014 - 2015 |
| CD Toledo                   | España        | 2015 - 2016 |
| Club de Fútbol Fuenlabrada  | España        | 2016 - 2024 |